# Basilique Notre-Dame de Cléry
Pour les articles homonymes, voir basilique Notre-Dame.
La basilique Notre-Dame de Cléry-Saint-André est un édifice religieux catholique français situé à Cléry-Saint-André dans le département du Loiret (région Centre-Val-de-Loire). Aujourd'hui église paroissiale de la communauté catholique de Cléry, elle est à la fois collégiale, chapelle royale et basilique mineure mariale en raison de la dévotion à Notre-Dame qui s'y est développée.
L'édifice a été popularisé par la comptine Le Carillon de Vendôme. Il est classé au titre des monuments historiques par la liste de 1840 et situé dans le périmètre du Val de Loire inscrit au patrimoine mondial de l'UNESCO.

## Géographie
La basilique Notre-Dame est située dans le centre-ville de la commune de Cléry-Saint-André, dans le canton de Cléry-Saint-André, l'arrondissement d'Orléans, le département du Loiret, la région Centre et la région naturelle du val de Loire, à 3 km de la rive gauche de la Loire. Elle dépend de la province ecclésiastique de Tours, dans le diocèse d'Orléans et la zone pastorale du Val de Loire et de Sologne.
L'édifice est situé à environ 95 m d'altitude, à 15 km au sud-ouest d'Orléans, 5,5 km à l'est de Meung-sur-Loire et 132 km au sud de Paris ; il est encadré par les routes départementales 18 (rue Louis XI), 951 (rue du maréchal Foch), la rue du cloître et les passages Dunois et Cachon.
L'église est distante de 6 km de la gare SNCF de Meung-sur-Loire, de 8 km de la sortie 15 de l'autoroute A10 et située sur la ligne 8 du réseau d'autocars départemental Ulys.

## Histoire

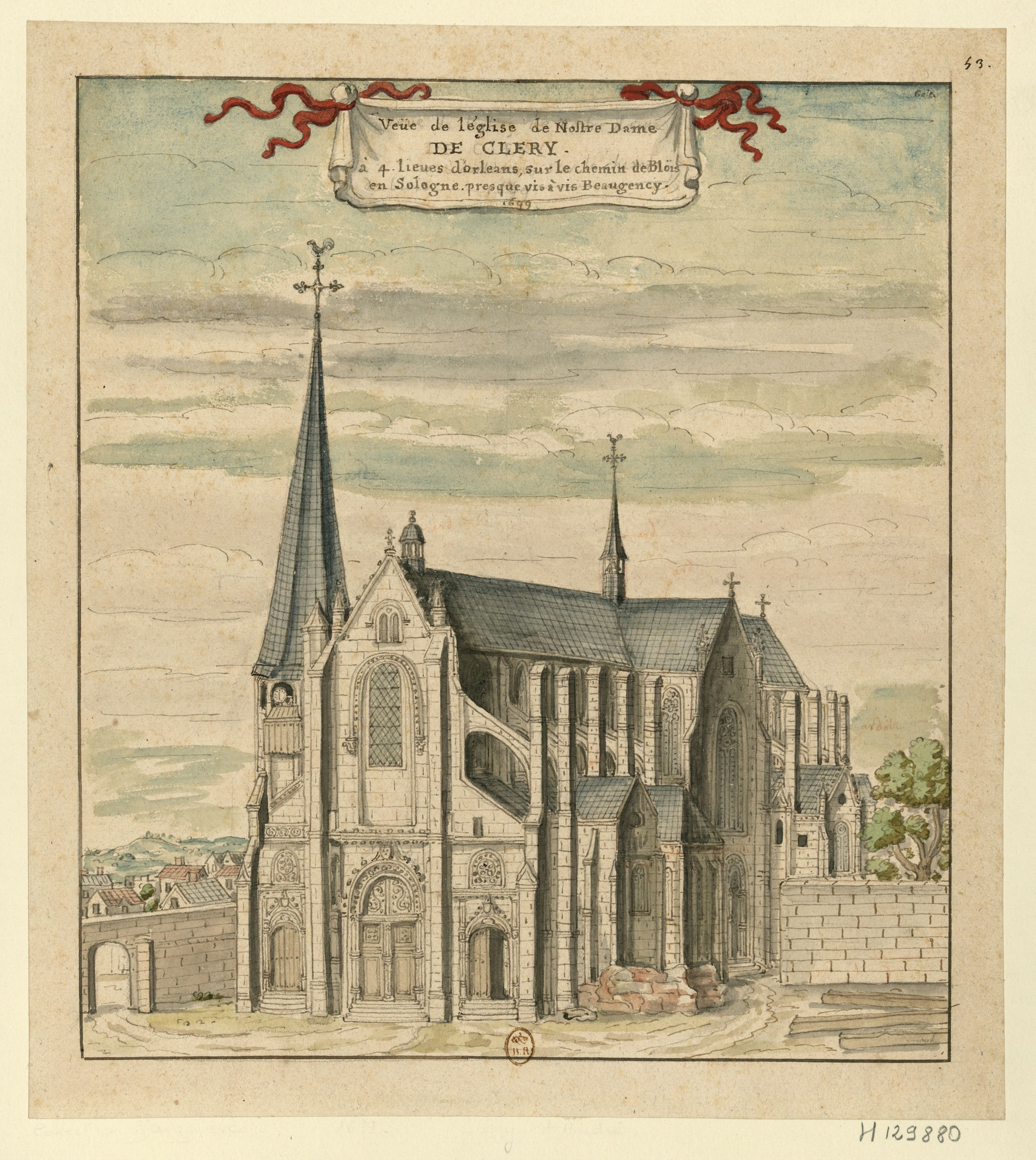
L'église en 1699 par Louis Boudan.

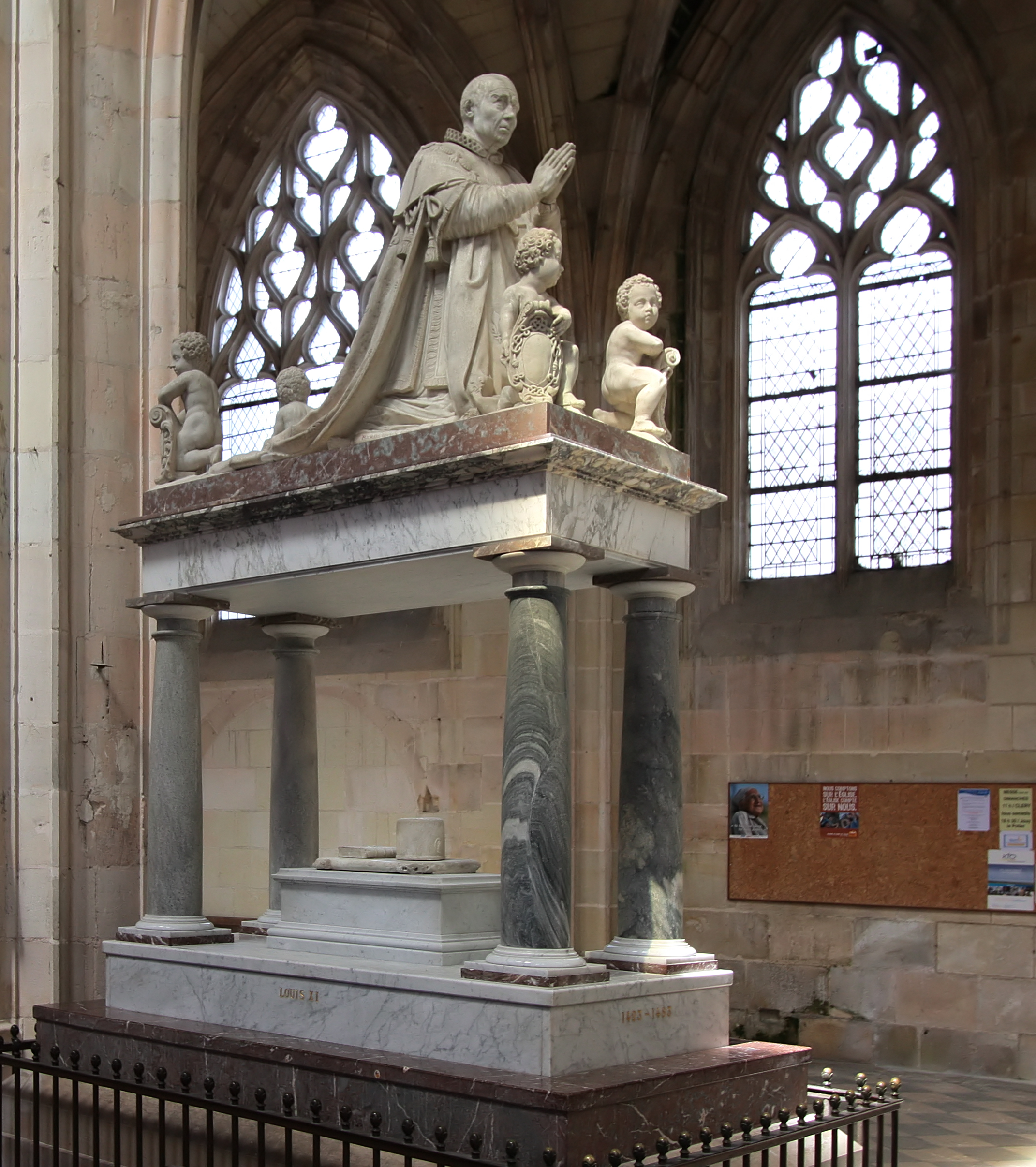
La sépulture de Louis XI.

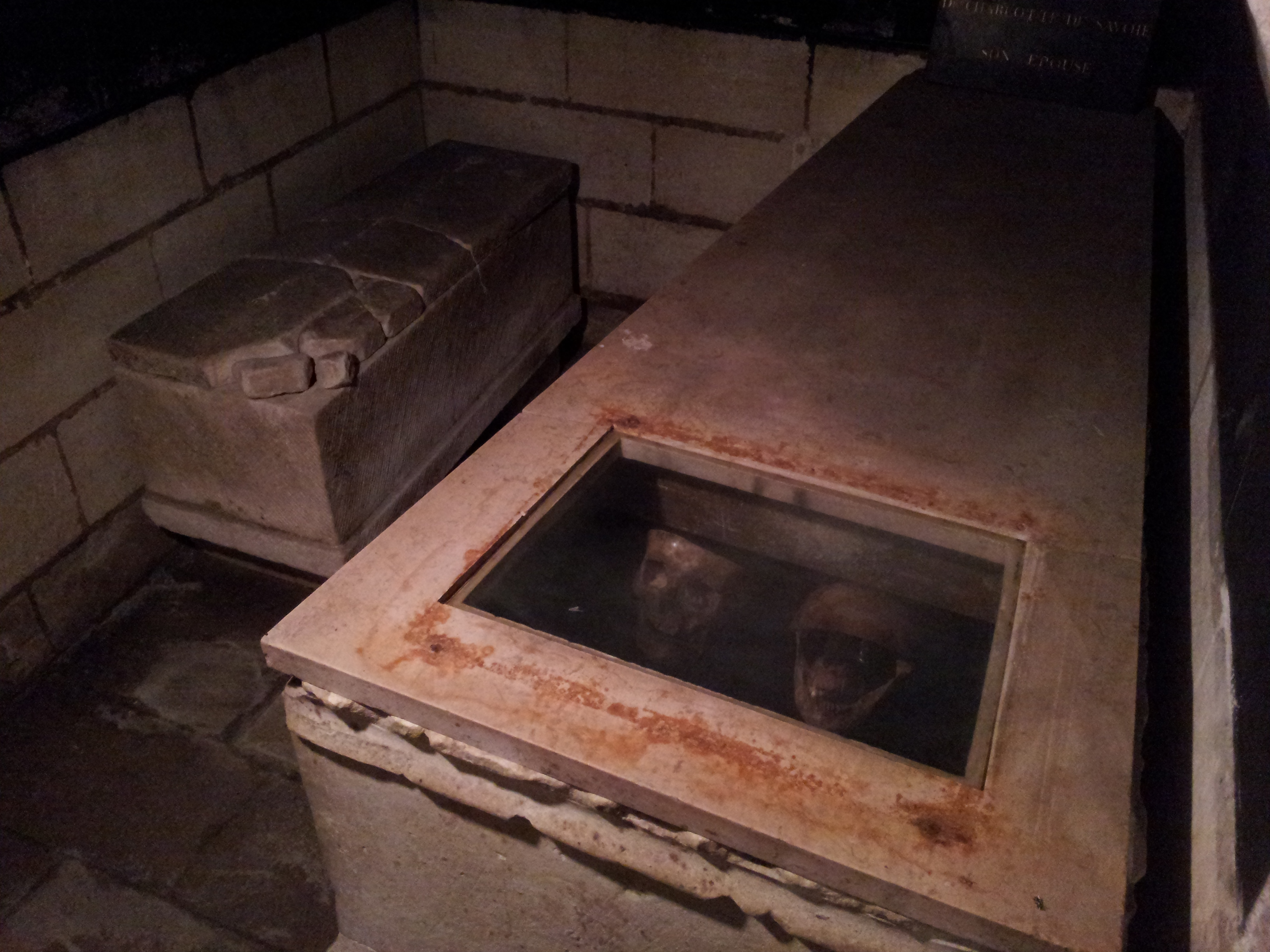
Une trappe métallique mène au caveau présentant les crânes présumés de Louis XI (à droite) et Charlotte de Savoie (à gauche).

### Moyen Âge
L'origine de l'église proviendrait de la découverte d'une statue de la Sainte-Vierge sur le site, à laquelle sont attribuées des vertus miraculeuses à l'origine d'un pèlerinage. Afin d'accueillir les pèlerins, Philippe IV le Bel décide d'y faire bâtir une collégiale vers 1300.
L'église est détruite en 1428 durant la Guerre de Cent Ans par les troupes anglaises, seul le clocher carré subsiste côté nord. Durant une bataille contre les Anglais, à Dieppe, Louis XI, alors dauphin de France, fait le vœu de rebâtir une église à Cléry s'il triomphe ; le projet sera mis en œuvre en 1443 par le roi de France Charles VII et Jean de Dunois qui fondèrent la nouvelle église.
La reconstruction du nouvel édifice par Louis XI, à la suite de sa victoire de Dieppe en 1443, s'étala de 1449 à 1485 et est réalisée sous la direction de Pierre Chauvin et Pierre Le Page. À cette occasion, le roi fait don de la Sainte Épine et d'une relique de saint André ; en 1483, la chapelle Saint-Jean est construite par l'architecte Simon Duval pour Jean de Dunois et sa famille qui y sont inhumés. Au XVIe siècle, deux chapelles sont ajoutées : vers 1515, Gilles de Pontbriant, doyen du chapitre de Cléry et son frère, François de Pontbriant, architecte œuvrant alors sur le chantier voisin du château de Chambord font édifier la chapelle Saint-Jacques sur la route du pèlerinage de Saint-Jacques-de-Compostelle ; une chapelle hexagonale signée Jean des Roches,.
On peut suivre le devenir de Notre-Dame de Cléry au travers des lettres patentes émises par Louis XI au cours de son règne (1461–1483) : depuis Tours, en octobre 1461 : « Lettres patentes qui confirment les exemptions, les droits, les obligations etc. des habitants de la ville de Clairy » ; depuis Tours, en décembre 1461 : « Affranchissement de plusieurs impôts en faveur de la ville de Cléry » ; le 21 décembre 1467, depuis Le Mans, l'église collégiale devient également chapelle royale : « Affranchissement général d'impôts et diverses autres concessions pour l'église de Notre-Dame de Cléry », ; depuis Meung-sur-Loire, le 24 octobre 1471 : « Don fait par le Roi au Chapitre de l'église collégiale de Cléry de quatre mille livres tournois de revenu pour ajouter à la solennité du service divin » ; depuis Plessis-du-Parc-lèz-Tours, en février 1478, « Lettres relatives à l'assignation de quatre mille livres de rente, faite au chapitre de Notre-Dame de Cléry, sur les Terres et Seigneureries y désignées » ; en janvier 1479, depuis Les Forges-lèz-Chinon, deux lettres sont émises, « Création de dignités dans le chapitre de Notre-Dame de Cléry » et « Exemption des droits de sceau pour le doyen, le chapitre, les vicaires et habitués de l'église Notre-Dame de Cléry » ; une en février 1479, depuis Les Forges-lèz-Chinon : « Ratification, avec déclaration, pour un don de quatre mille livres tournois de revenu fait à l'église Notre-Dame de Cléry » et une en mars 1479 depuis Tours : « Lettres concernant les dons faits à l'église Notre-Dame de Cléry ». En novembre 1479, depuis Plessis-du-Parc-lèz-Tours, « Don de sel à l'église de Cléry ».
Finalement, le roi octroie la baronnie de Cléry à l'église collégiale Notre-Dame de Cléry, par ses lettres patentes. Le parlement de Paris les enregistre le 7 juillet 1480.
Le 7 septembre 1483, Louis XI, et Charlotte de Savoie, son épouse, vers décembre 1483, sont inhumés dans la basilique. Un tombeau (à l'origine mausolée en bronze et statue du roi en cuivre doré émaillé représenté en chasseur priant) est alors réalisé par l'orfèvre Conrad de Cologne et le canonnier Laurent Wrine, moulé d'après une sculpture de Colin d'Amiens.

### Époque moderne
Le 2 avril 1562, durant les guerres de Religion, le tombeau du roi et la statue de la Vierge sont détruits par les protestants à la suite de la prise de la ville d'Orléans par les armées du général et prince de Condé Louis Ier de Bourbon-Condé. Le plomb des cercueils est découpé en lanières pour être fondu.
Sous le règne du roi de France Henri III, les processions vers Notre-Dame de Cléry par la Chapelle royale étaient fréquemment effectuées, notamment lors de l'Annonciation.
En 1622, Louis XIII fait construire une nouvelle sépulture en marbre plus modeste qui sera à son tour détruite à la Révolution française (seuls la statue moderne du roi et les quatre anges seront préservés par Alexandre Lenoir à Paris dans son Musée des monuments français), ainsi qu'une nouvelle statue de la Vierge en marbre blanc signée Michel Bourdin d'Orléans, peintre et architecte à Paris.

### Époque contemporaine

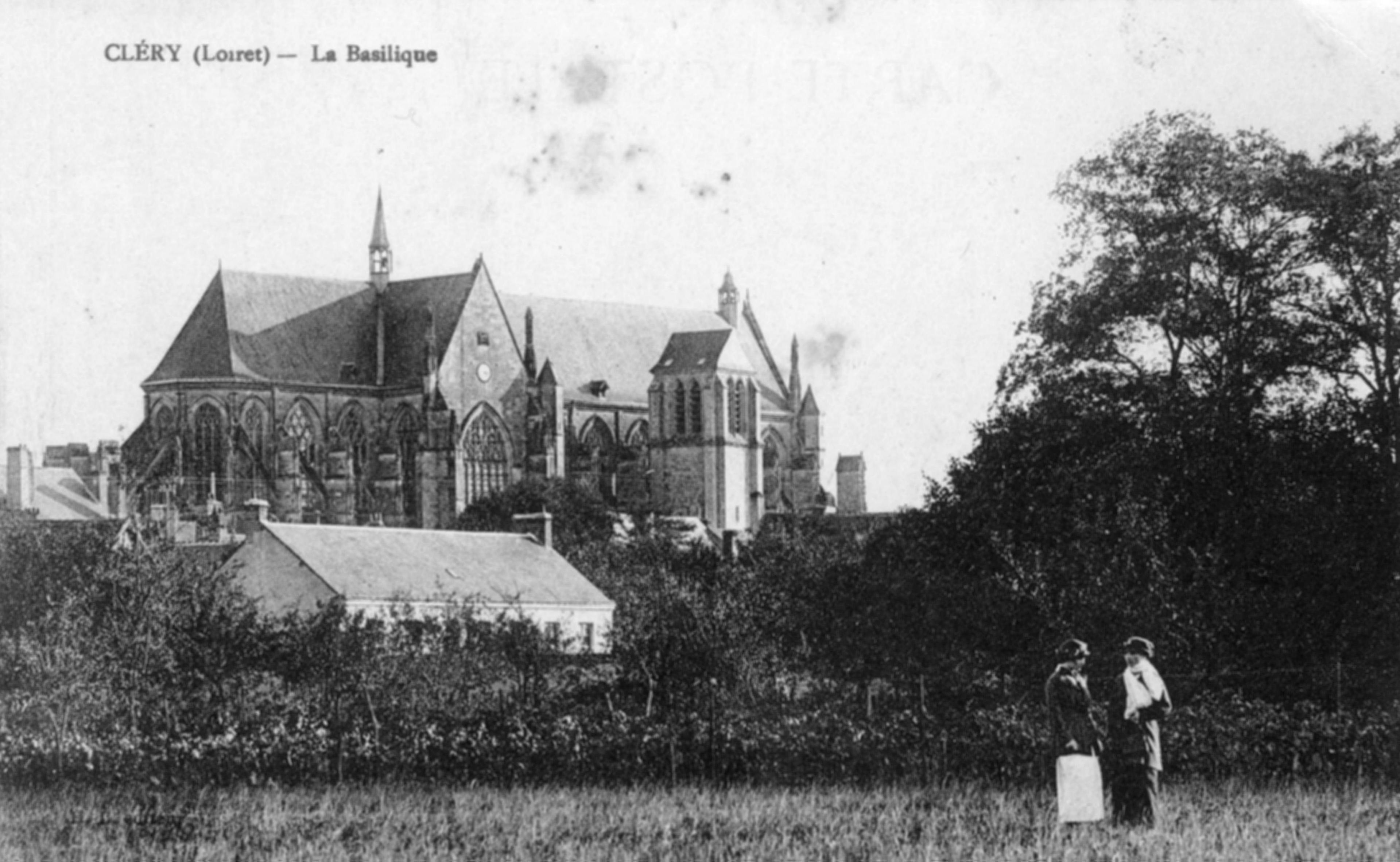
La Basilique Notre-Dame de Clévy, carte postale ancienne.

Au XIXe siècle, l'architecte François-Narcisse Pagot et le sculpteur Romagnési reconstituent un nouveau mausolée après que le préfet Maxime de Choiseul d'Aillecourt a rapatrié les sculptures du Musée des monuments français en 1818. Le monument est démonté en 1868 puis replacé en 1896 sur un monument dessiné par Alexandre Lenoir et adapté par le sculpteur Libersac, monument qui figure aujourd'hui dans la nef de l'église.
Seuls la base d'un crâne scié et une mâchoire, attribués à Charlotte de Savoie, une voûte crânienne sciée, une mâchoire et un fragment de la partie nasale attribués à Louis XI, demeurent à Cléry, dans le caveau de la crypte de la basilique dont l'emplacement est retrouvé en 1889 par l'abbé Saget, alors curé de Cléry, le reste des ossements ayant disparu en 1792 après le passage des révolutionnaires,.
Au XIXe siècle, l'édifice est restauré par, entre autres, l'architecte français Eugène Viollet-le-Duc. L'église est classée monument historique sur la liste de 1840.
En 1873, le comte Georges de Balby de Vernon, membre de la Société archéologique et historique de l'Orléanais, profitant des restaurations pour effectuer des fouilles du sol, découvre le cœur du roi de France Charles VIII.
En 1891, la chapelle Saint-Jean est restaurée grâce au mécénat de la marquise de Poterat. La chapelle royale devient une basilique sous le pontificat du pape Léon XIII, le 2 février 1894.
En 2002, les réseaux d'électricité, de gaz et de télécommunication situés dans le voisinage de la basilique ont été enfouis et l'édifice a bénéficié d'un nouvel éclairage de ses façades. La même année, des travaux archéologiques sur le contenu des tombeaux de la basilique sont réalisés par le Dr Gorbenko, scientifique ukrainien. Leur publication suscitera de violentes polémiques.
De mars à décembre 2009, 690 000 € apportés par le ministère de la Relance dans le cadre de la mise en œuvre du plan de relance permettent de restaurer les décors sculptés de la façade sud des chapelles.
En 2018 le recteur de la Basilique Notre-Dame de Cléry, Olivier de Scitivaux, est démis de ses fonctions par l'évêque Jacques Blaquart après des accusations de pédophilie. En 2021, après avoir reconnu les agressions devant un juge canonique, Olivier de Scitivaux est exclu de l'état clérical par décision de la Congrégation pour la doctrine de la foi. Reconnu coupable de viols et d'agressions sexuelles, Olivier de Scitivaux est condamné, en mai 2024, à 17 ans de réclusion criminelle, assortie d'une période de sûreté de 10 ans.

## Architecture

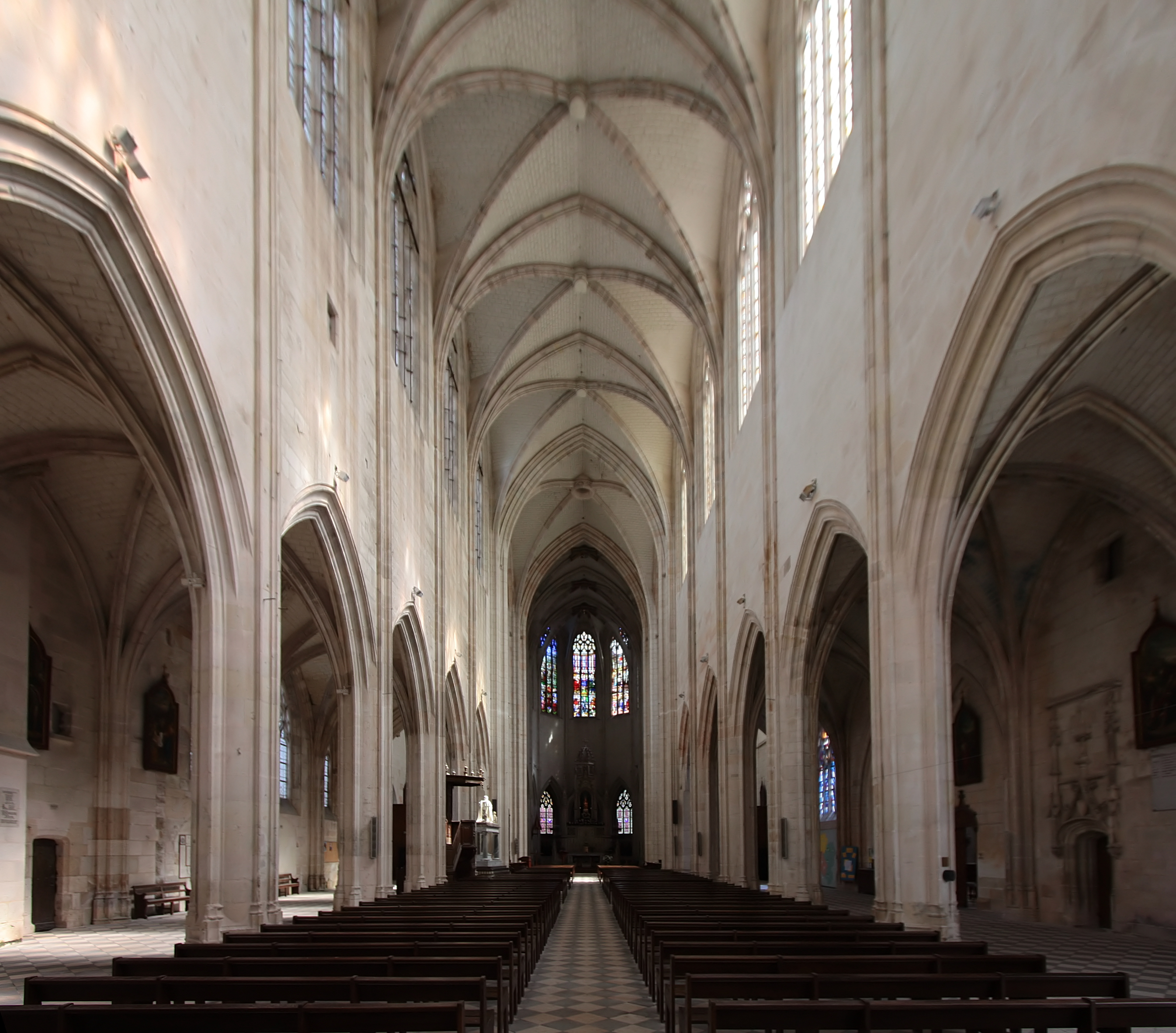
La nef.

Le plan général du bâtiment est de type croix latine. La voûte de la basilique est de style gothique, le toit à longs pans est couvert d'ardoises.

## Œuvres
L'église est dotée de 43 stalles en bois de chêne datées du milieu du XVIe siècle, d'une chaire et de fonts baptismaux.
On trouve également les œuvres suivantes :
- des bannières de procession du XIXe siècle représentant Saint André[42], la Vierge[43], la charité de Damville, de sainte Reine et de l'Immaculée conception[44] ;
- des tableaux représentant l'Annonciation (1859) de Pichon[45] et la mort de Saint Joseph[46] ;
- des statues représentant la Vierge à l'enfant, Saint François, Saint Vincent, Saint Sébastien, Saint Jacques le Majeur, Saint André.

## Rattachement
La basilique Notre-Dame de Cléry-Saint-André appartient à la province ecclésiastique de Tours, au diocèse d'Orléans dans la zone pastorale d'Orléans et au doyenné de Cléry-Sologne. La messe est célébrée dans la basilique chaque dimanche matin et le pèlerinage se déroule chaque 8 septembre (fête de la Nativité de Marie) et le dimanche suivant.

## Photographies

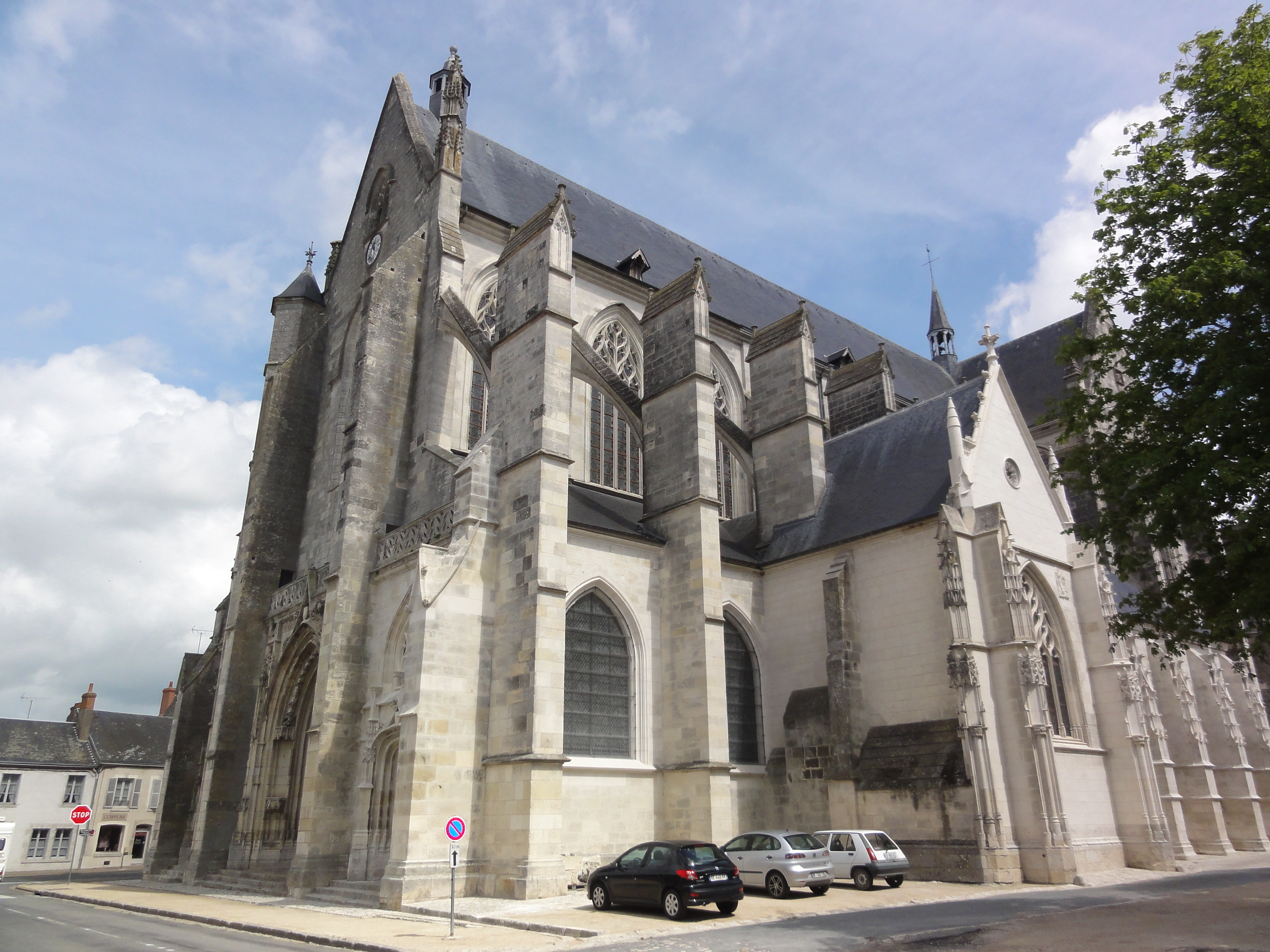
L'extérieur de la basilique.
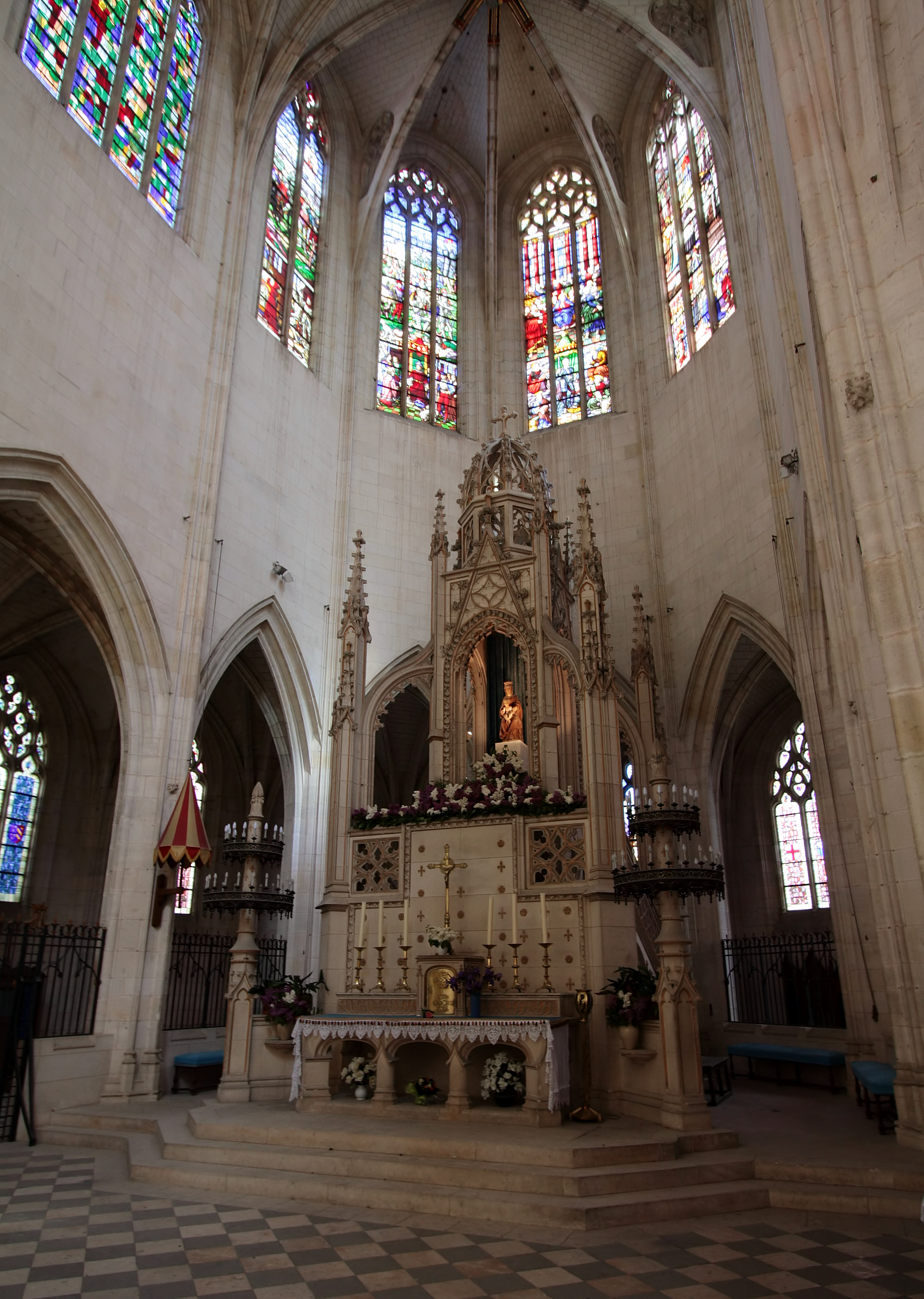
Le chœur de la basilique.
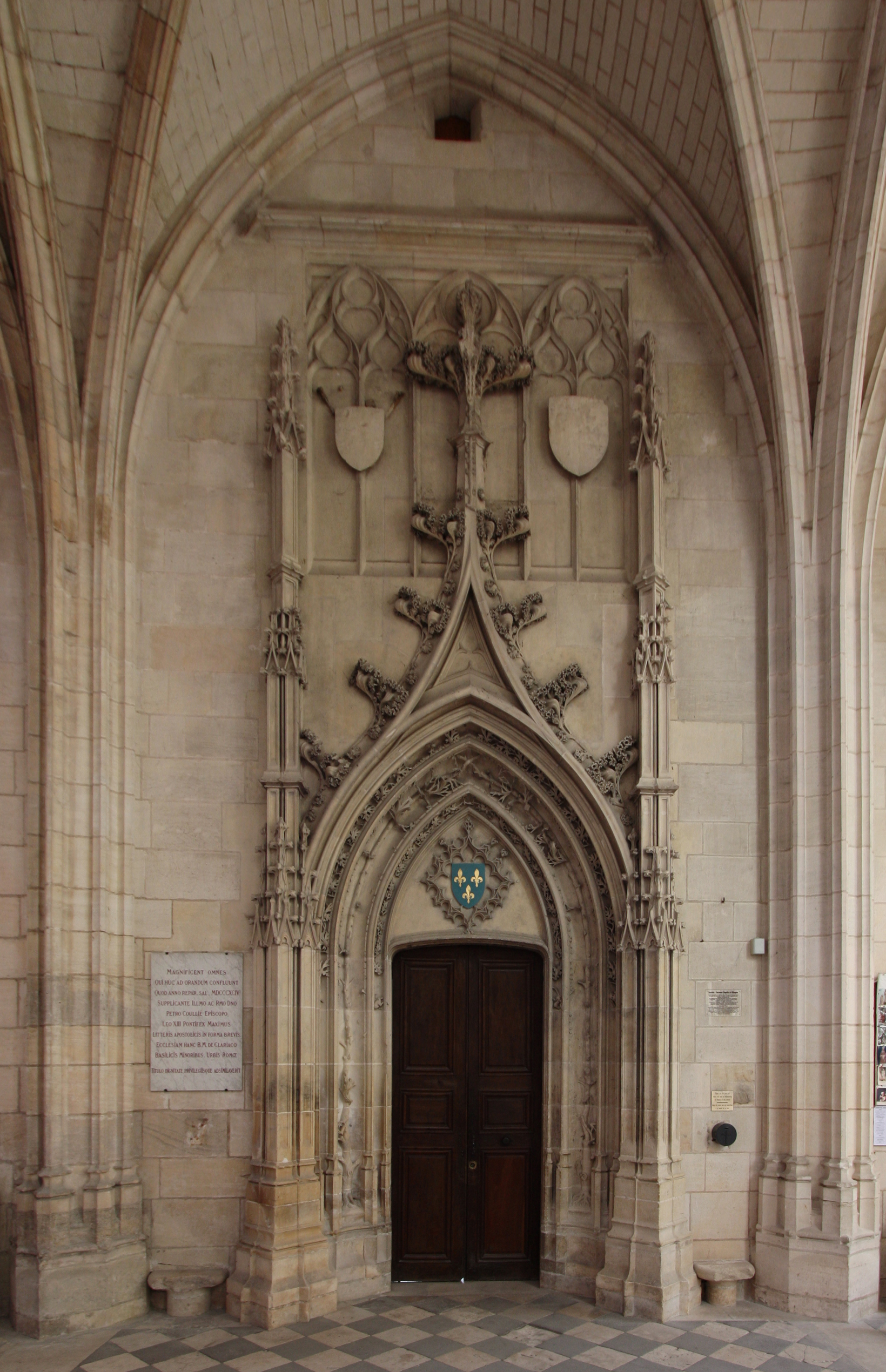
Le porche.
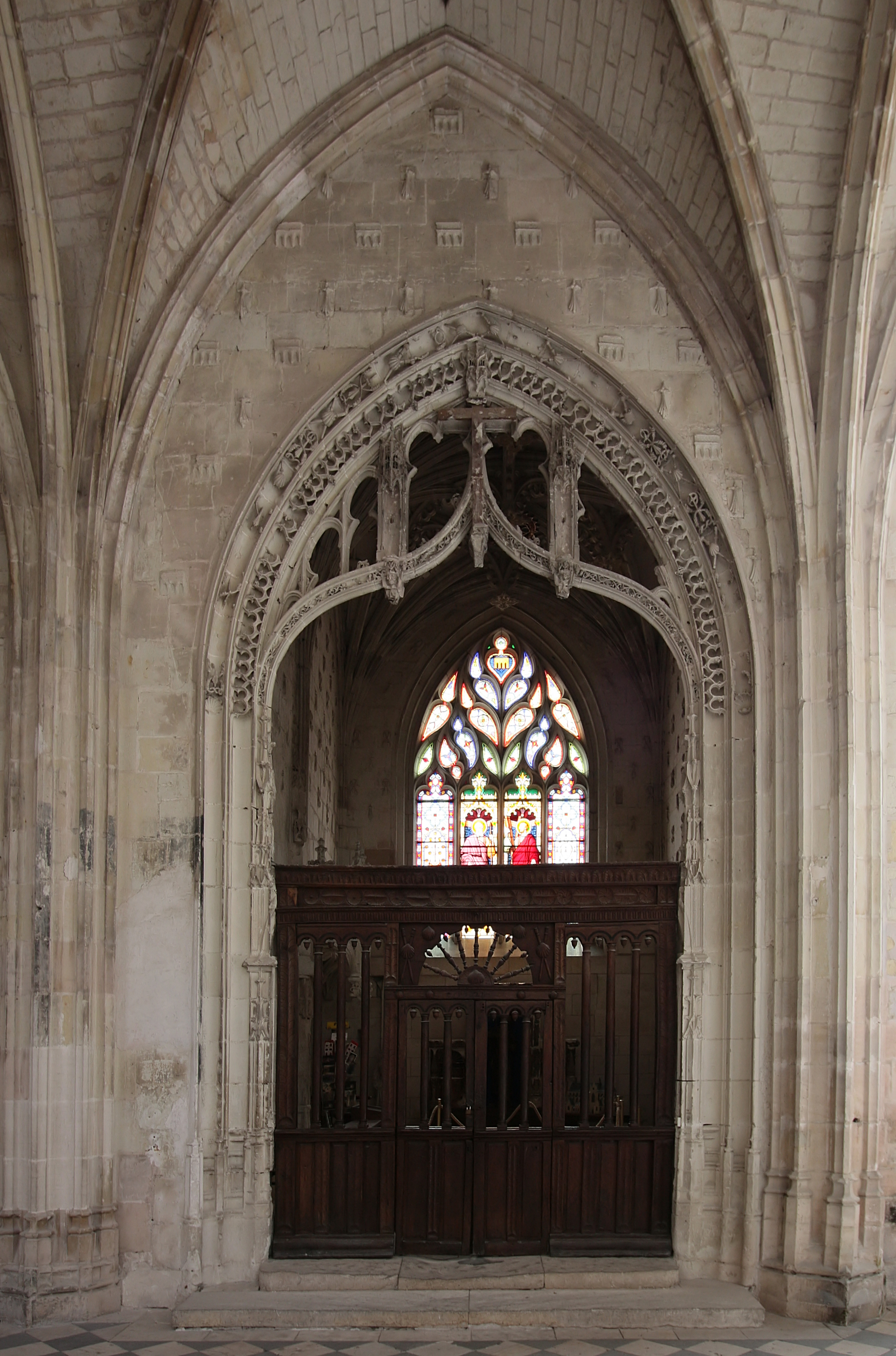
La chapelle.
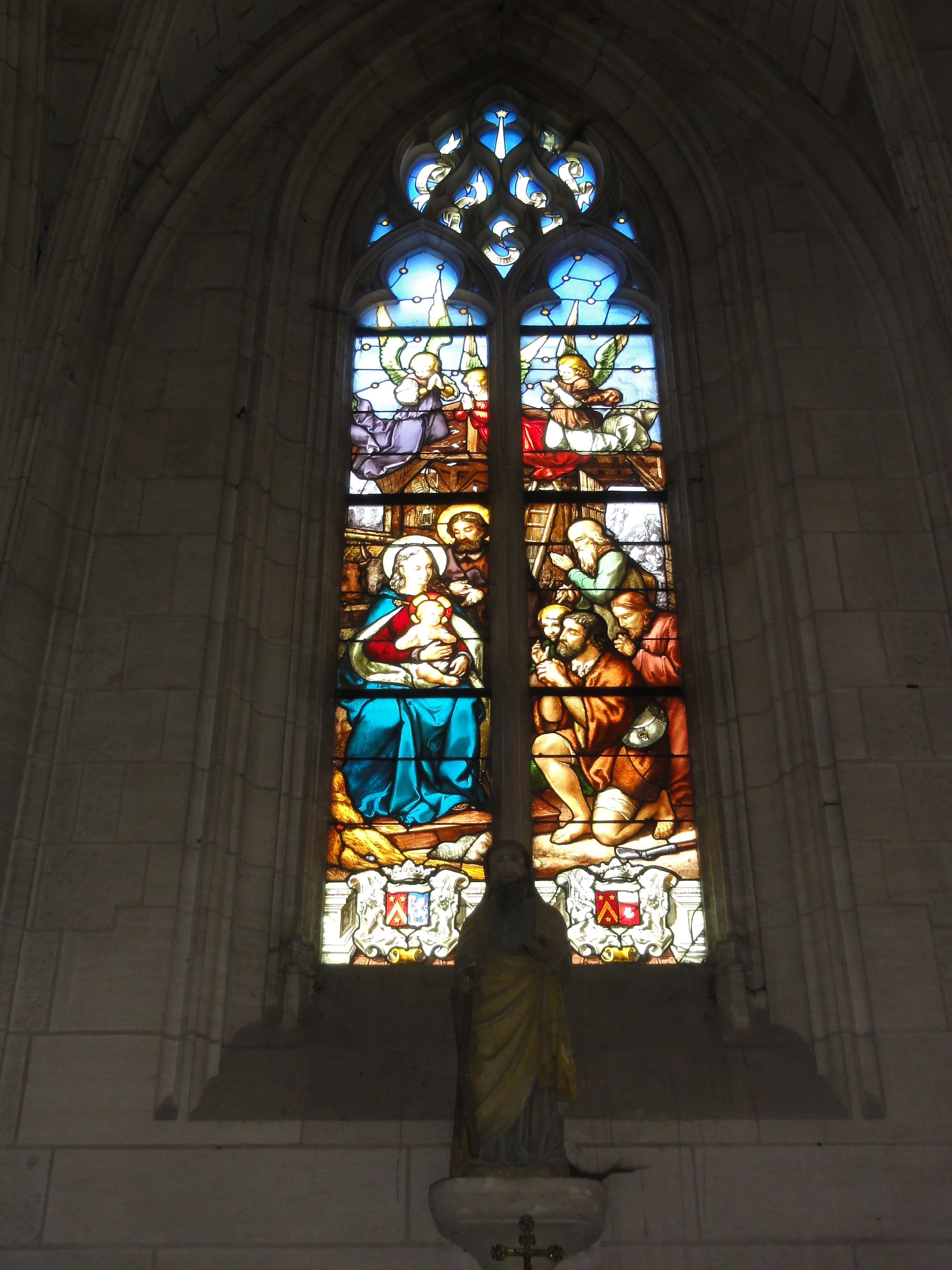
Un vitrail.